# Jerolim Cambi
Jerolim (Jerko) Cambi (1824. − 1884.), hrvatski političar, visoki lokalni dužnosnik i hrvatski narodni preporoditelj. Rodom iz hrvatske plemenitaške obitelji Cambi.

## Životopis
Rodio se je 1824. godine.
Sin je časnika građanske straže, kapetana francuske vojske i veterana ratova s Turskom i Rusijom, ruskog zarobljenika i priznatog poljoprivrednog vještaka, ratara Sebastijana (1789. – 1847.) kojem je Austrija potvrdila plemstvo dvije godine prije Jerkova rođenja. Jerolim je nastavio očevu tradiciju. Aktivan u lokalnoj politici. Kao ugledni građanin koji se neposredno angažirao 1882. oko lokalnih izbora, postigao je da je izabran za općinskog vijećnika. Time je mnogo pridonio konačnoj pobjedi Narodne stranke na izborima u Splitu. Obnašao je dužnost predsjednika splitske općine i više godina načelnik Muća gdje je (Donji Muć) obitelj imala posjed i kulu. Jedan od prvaka Narodne stranke u Splitu. Bio je zastupnik u Dalmatinskom saboru.
Zaslužan za obnovu obiteljske palaču u Splitu na Narodnom trgu. U njoj je otvorio salon koji je bio okupljalište hrvatski mislećih intelektualaca, pristaša i glavnih nositelja Narodne stranke.